# D1017 (Somme)
De D1017 is een departementale weg in het Noord-Franse departement Somme. De weg loopt van de grens met Oise via Péronne naar de grens met Pas-de-Calais. In Oise loopt de weg als D1017 verder naar Senlis en Parijs. In Pas-de-Calais loopt de weg verder als D917 naar Arras en Rijsel.

## Geschiedenis
Oorspronkelijk was de D1017 onderdeel van twee routes nationales: de N17 tussen Oise en Péronne en de N37 tussen Péronne en Pas-de-Calais. De N17 liep toen verder over de D917 naar Cambrai. In 1973 werden beide delen samengevoegd tot de N17. In 2006 werd de weg overgedragen aan het departement Somme, omdat de weg geen belang meer had voor het doorgaande verkeer vanwege de parallelle autosnelweg A1. De weg is toen omgenummerd tot D1017.